# Hybomitra porgae
Hybomitra porgae är en tvåvingeart som först beskrevs av Quelennec 1963.  Hybomitra porgae ingår i släktet Hybomitra och familjen bromsar.
Artens utbredningsområde är Benin. Inga underarter finns listade i Catalogue of Life.